# 優梨舞奈
優梨舞奈（日语：優梨まいな，1995年5月31日—），出身於埼玉縣的AV女優。所屬事務所是LINX。

## 個人簡歷
2017年10月以「『広告代理店で働く一般女性が変態ドMな性癖を隠しきれずに』AV出道作」為廣告標語，在MOODYZ出道。
興趣是素描、料理、寫書法和插花。
喜歡的食物是番茄和魚。
2020年12月獲得「年間ヌキルバー大賞2020」。

## 外部連結
- 優梨まいな@AV女優的X（前Twitter）（2017年7月5日 - ）
- 優梨まいなオフィシャルブログ （2017年10月21日 - ）
- 優梨まいな＠AV女優的Instagram帳戶
- 優梨まいな@セクシー女優的TikTok
- 優梨舞奈 - Fans'